# هاموند (أوزارك)
هاموند هو منطقة فردية في مقاطعة أوزارك. وهي تقع عند تقاطع طريقين في مقاطعة ليتل نورث فورك في وايت ريفر حوالي اثني عشر ميلا شمال غرب غينزفيل و2.5 ميل (4.0 كـم) جنوب شرق ثورن فيلد.
أنشئ فيها مكتب بريد هو مكتب بريد هاموند في عام 1894، وبقي في العمل حتى عام 1975. ويقول البعض أن في المنطقة عائلة تُدعى هاموند وتزعم أنها المالك الأصلي لموقع المدينة، في حين يعتقد آخرون أنه من غير المعروف لماذا سُمّيت باسم «هاموند».
تقع على الجانب الشمالي الشرقي 1,300 قدم (400 م) من السهول الفيضية على ارتفاع 744 قدم (227 م) حوالي 200 قدم تحت قمم التلال المجاورة.